# Doris König
Doris König (* 25. Juni 1957 in Kiel) ist eine deutsche Rechtswissenschaftlerin. Sie ist Richterin und Vizepräsidentin des Bundesverfassungsgerichts.

## Biographie
Nach dem Jurastudium an der Christian-Albrechts-Universität zu Kiel folgte 1980 ein Postgraduiertenstudium an der School of Law der University of Miami, das sie 1982 als Master of Comparative Law (M.C.L.) abschloss. 1986 erfolgte das 2. Staatsexamen. Anschließend nahm sie an der Universität Kiel eine Stelle als wissenschaftliche Mitarbeiterin im Institut für internationales Recht an.
Nach ihrer Promotion in Kiel im Bereich des internationalen Seerechts war sie von 1989 bis 1992 Richterin am Landgericht Hamburg. Daran anschließend arbeitete sie wieder als wissenschaftliche Assistentin in Kiel. Im Jahre 1998 legte sie hier ihre Habilitation zur verfassungsrechtlichen Problematik des europäischen Integrationsprozesses vor und erhielt die Venia legendi für die Fächer Öffentliches Recht, einschließlich Allgemeine Staatslehre, Völker- und Europarecht. Daran anschließend übernahm sie Lehrstuhlvertretungen an der Universität des Saarlandes in Saarbrücken, der Uni Halle und in Kiel. 2000 wurde sie auf den Lehrstuhl für Öffentliches Recht, Allgemeine Staatslehre, Völker- und Europarecht an der Bucerius Law School berufen. Im Oktober 2008 lehnte sie einen Ruf an die Universität Hamburg ab. Vom 1. Oktober 2012 bis zum 2. Juni 2014 war sie als Nachfolgerin von Karsten Schmidt Präsidentin der Bucerius Law School.
Seit 2004 ist König zudem Vorstandsvorsitzende der Internationalen Stiftung für Seerecht (IFLOS) am Internationalen Seegerichtshof, seit 2007 Mitglied des Vorstandes der Studienstiftung des deutschen Volkes und seit 2008 Deutsches Mitglied des Ständigen Schiedshofs in Den Haag.
Am 21. Mai 2014 wurde sie auf Vorschlag der SPD vom Wahlausschuss des 18. Deutschen Bundestages in seiner 1. Sitzung als Nachfolgerin von Gertrude Lübbe-Wolff als Richterin des Bundesverfassungsgerichts gewählt. Ihre Wahlzeit endet damit gemäß § 4 Abs. 3 Bundesverfassungsgerichtsgesetz am 30. Juni 2025. Am 18. Juni 2020 wurde König vom Bundestag zur Vizepräsidentin des Bundesverfassungsgerichts gewählt und am 22. Juni 2020 durch den Bundespräsidenten ernannt.
In ihrer Amtszeit gab König bisher drei abweichende Meinungen ab. In einem Beschluss aus dem Dezember 2015 erblickte sie im Treaty Override nach § 50d Abs. 8 Satz 1 EStG entgegen den restlichen Mitgliedern des 2. Senates einen Verstoß gegen das Rechtsstaatsprinzip, weshalb sie ihn für verfassungswidrig und nichtig erachtete. Gemeinsam mit den Richtern Ulrich Maidowski und Christine Langenfeld widersprach sie im Februar 2020 der Senatsmehrheit bei einer Verfassungsbeschwerde gegen die deutsche Zustimmung zur Einrichtung eines europäischen Patentgerichtes. Diese sei unzulässig. Im Verbund mit den Richtern Peter Müller und Maidowski beurteilte sie im November 2023 entgegen der Senatsmehrheit die Änderungen des Bundeswahlgesetzes 2020 als verfassungswidrig, da es den angegriffenen Vorschriften an Normenklarheit fehle. Die Amtszeit von Doris König endete eigentlich im Juni 2025, gemäß § 4 Abs. 4 BVerfGG führt sie aber ihre Richtertätigkeit bis zur Ernennung eines Nachfolgers fort. Die Wahl von Richtern des Bundesverfassungsgerichts 2025 wurde am 11. Juli 2025 kurzfristig abgesetzt.
Ihre Forschungsschwerpunkte liegen im internationalen See- und Umweltrecht, dem internationalen Menschenrechtsschutz sowie im europäischen Integrationsrecht.

## Veröffentlichungen
- Menschenrechte – Konventionen und Wirklichkeit. In: Caroline Y. Robertson-von Trotha (Hrsg.): 60 Jahre Grundgesetz. Interdisziplinäre Perspektiven (= Kulturwissenschaft interdisziplinär/Interdisciplinary Studies on Culture and Society. Band 4). Baden-Baden 2009, ISBN 978-3-8329-4865-8.
- mit Anne Peters: Das Diskriminierungsverbot. In: Oliver Dörr, Rainer Grote, Thilo Marauhn (Hrsg.): EMRK/GG Konkordanzkommentar. Band II, Mohr Siebeck, Tübingen 2013, Kapitel 21, ISBN 978-3-16-149397-3.